# Свидание со звездой
«Свида́ние со звездо́й» (англ. Win a Date with Tad Hamilton!) — романтическая комедия 2004 года режиссёра Роберта Лукетича. 
В главных ролях Кейт Босуорт, Тофер Грейс и Джош Дюамель. Мировая премьера состоялась 23 января 2004 года, в России — 13 мая. Фильм был снят по мотивам болливудского фильма Весельчак.

## Сюжет
Молоденькая провинциальная продавщица выигрывает телевизионный конкурс. Теперь она должна отправиться в Голливуд на свидание с популярным актёром-холостяком.

## В ролях
| Актёр             | Роль                          |
| ----------------- | ----------------------------- |
| Кейт Босуорт      | Розали Фатч                   |
| Тофер Грейс       | Пит Монаш друг Розали         |
| Джош Дюамель      | Тэд Хэмилтон знаменитый актёр |
| Нейтан Лейн       | Ричард Леви                   |
| Шон Хейс          | наглый Ричард Леви            |
| Гэри Коул         | Генри Фатч отец Розали        |
| Джиннифер Гудвин  | Кэти Фили подруга Розали      |
| Кэтрин Хан        | Анджелика работница бара      |
| Октавия Спенсер   | Джанин                        |
| Эми Смарт         | Бетти медсестра               |
| Венди Уортингтон  | покупательница                |
| Стивен Тоболовски | Джордж Радди                  |
| Мун Бладгуд       | прекрасная женщина            |
| Джей Андервуд     | Том полицейский               |
| Джордана Брюстер  | актриса                       |
| Пэрис Хилтон      | Хизер                         |
| Бонни Макки       | певица                        |
| Патрик Фишлер     | официант                      |
| Андреа Феллерс    | Девушка в баре                |

## Роли дублировали
- Ксения Бржезовская — Розали Фатч
- Геннадий Смирнов — Пит Монаш
- Евгений Дятлов — Тэд Хэмилтон
- Юрий Герцман — Ричард Леви
- Сергей Дьячков — наглый Ричард Леви
- Андрей Тенетко — Генри Фатч
- Елена Шульман — Кэти Фили
- Анна Геллер — Анджелика
- Сергей Паршин — Джордж Радди
- Евгений Иванов — работник гостиницы
- Алексей Титков — Том

## Саундтрек
Саундтрек к фильму под названием Win a Date with Tad Hamilton!: Music from the Motion Picture был выпущен 20 января 2004 года. В него было включено 15 песен разных исполнителей.

### Список композиций
| №                   | Название                               | Автор(ы)              | Длительность |
| ------------------- | -------------------------------------- | --------------------- | ------------ |
| 1.                  | «Superfabulous» (Scott Humphrey Remix) | BT feat. Rose McGowan | 3:37         |
| 2.                  | «Special»                              | Wilshire              | 3:01         |
| 3.                  | «Some Days»                            | Wheat                 | 3:23         |
| 4.                  | «More Bounce in California»            | Soul Kid #1           | 4:01         |
| 5.                  | «Why Can’t I?»                         | Liz Phair             | 3:28         |
| 6.                  | «Back to You»                          | John Mayer            | 3:59         |
| 7.                  | «Something About You»                  | Five for Fighting     | 4:00         |
| 8.                  | «Days Go By»                           | Jason Wade            | 3:25         |
| 9.                  | «Leading With My Heart»                | Alice Peacock         | 3:23         |
| 10.                 | «Blue»                                 | The Thorns            | 2:52         |
| 11.                 | «Waiting»                              | Kyle Riabko           | 4:09         |
| 12.                 | «I Won’t Go Hollywood»                 | Bleu                  | 3:12         |
| 13.                 | «Somebody»                             | Bonnie McKee          | 4:06         |
| 14.                 | «Shining»                              | Kristian Leontiou     | 4:02         |
| 15.                 | «Once Again»                           | Frankie Jordan        | 3:05         |
| Общая длительность: | Общая длительность:                    | Общая длительность:   | 53:43        |